# Compton (stacja metra)
Compton – naziemna stacja niebieskiej linii metra w Los Angeles znajdująca się na platformie na Willowbrook Avenue, w pobliżu skrzyżowania z Compton Boulevard w centrum miasta Compton. Stacja przylega do centrum handlowego - Renessiance Center Shopping Center.

## Godziny kursowania
Tramwaje kursują codziennie od około godziny 5:00 do 0:45

## Miejsca użyteczności publicznej i atrakcje turystyczne
- Compton High School
- Compton City Hall
- Martin Luther King Transit Center
- Martin Luther King, Jr. Memorial
- Compton Town Center
- Compton/Woodley Airport

## Połączenia autobusowe
- Metro Local: 51, 55 (od godziny 22 do 6 rano), 60 (późną nocą), 125, 127, 128, 202
- Compton Renaissance Transit: 1, 2, 3, 4, 5
- Gardena Transit: 3